# Latin Percussion
Latin percussion, o LP, è un'azienda specializzata  nella produzione di strumenti a percussione per la musica Latina o, più in generale, per la World Music.

## Storia
L'azienda fu fondata nel 1964 da Martin Cohen, a causa della sempre crescente difficoltà dell'acquisto di strumenti a percussione provenienti da Cuba,  a causa dell'embargo economico imposto dalla comunità internazionale per via della crisi dei missili. Dopo aver appreso la tecnica di costruzione, Cohen cominciò a fabbricare strumenti e poco dopo fondò la sua fabbrica personale di percussioni. Appartiene alla Kaman Music Corporation. La LP è nota anche per i suoi Wood-block in plastica. La LP vende anche edizioni limitate di strumenti a percussione realizzati secondo il modello di percussionisti famosi, e accessori usati da batteristi quali Nick Mason o Antonio Sánchez. È possibile anche svolgere lezioni online con professionisti.

## Prodotti principali

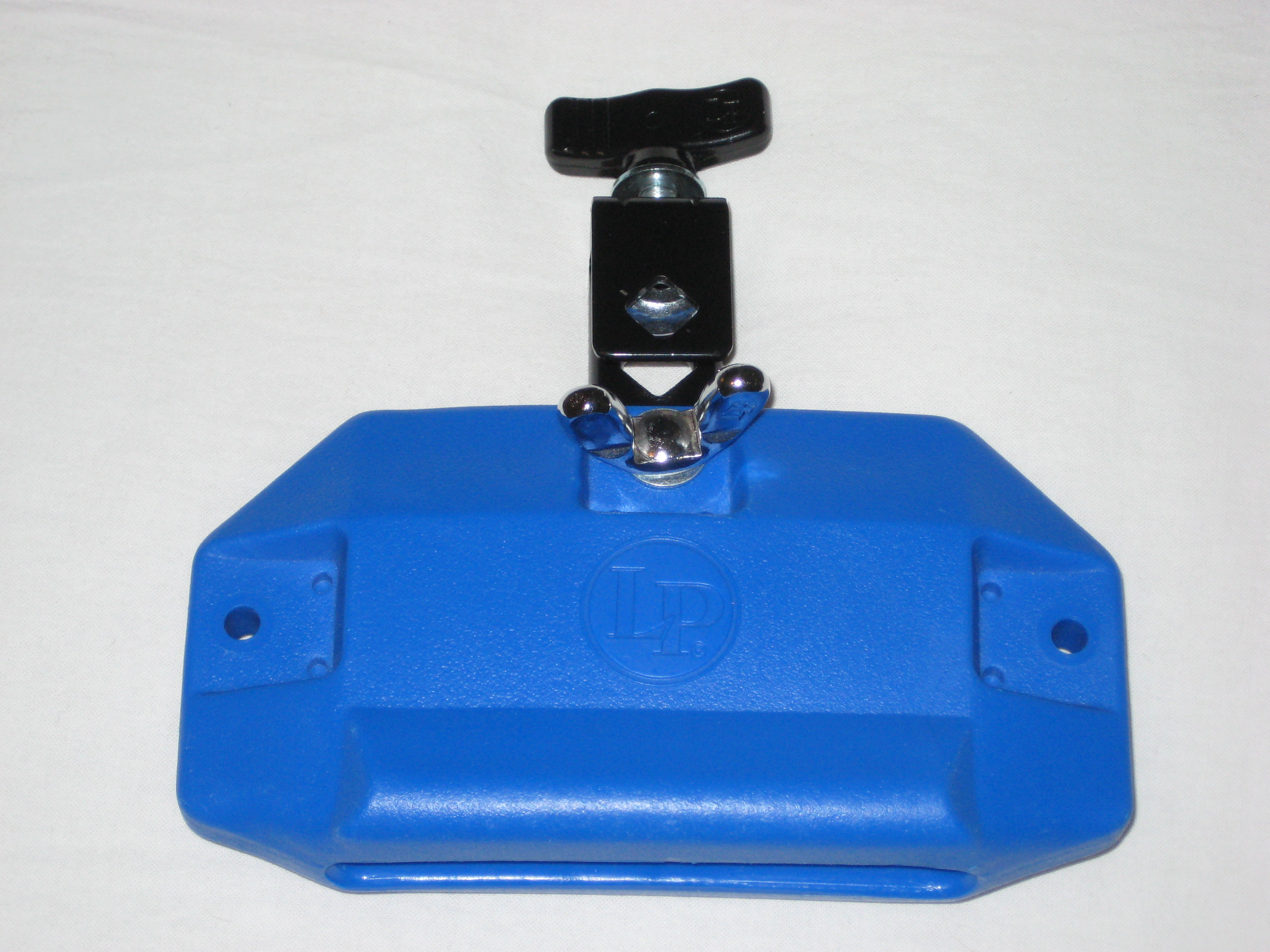
Un Jam-block con il marchio della LP.

- Congas
- Bongos
- Timbales Un Jam-block con il marchio della LP.

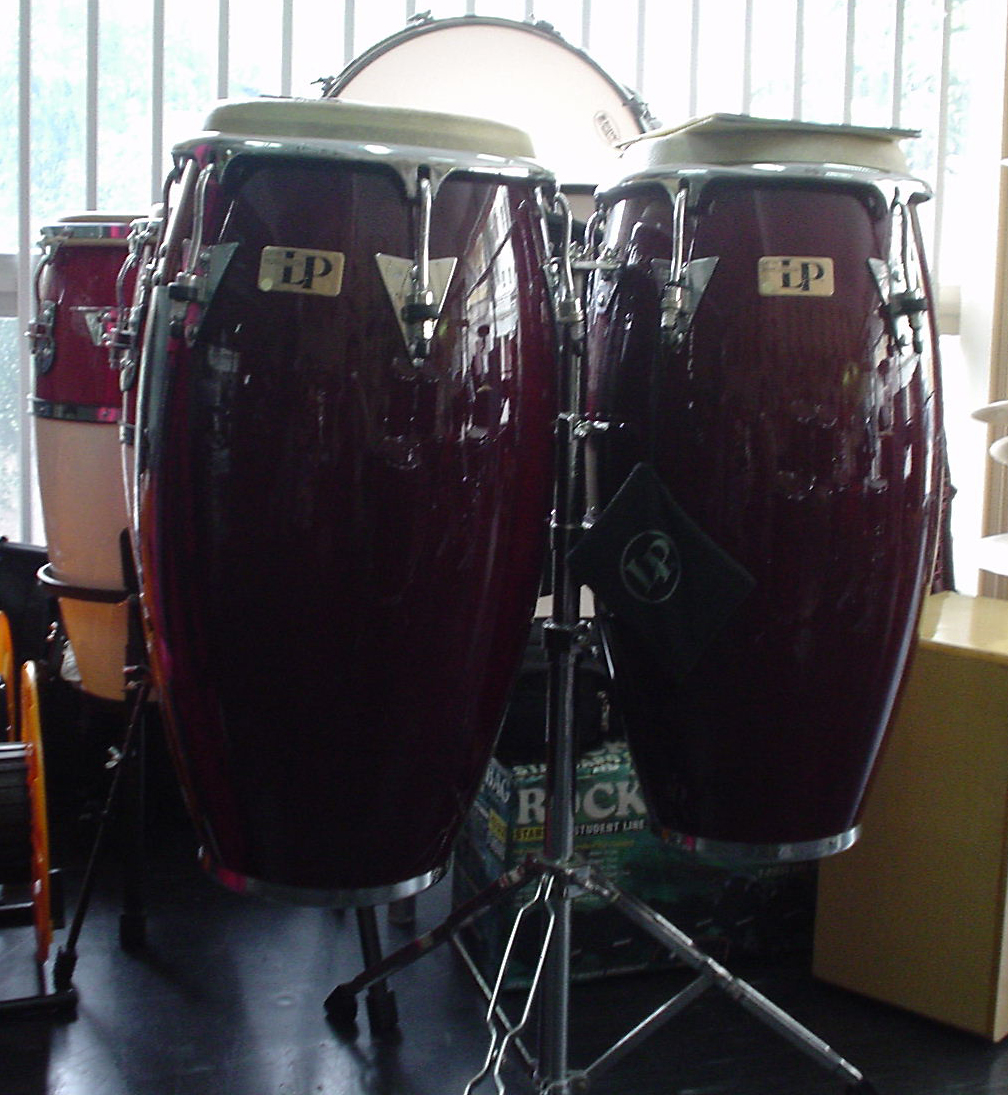
Congas LP.

- Djembes
- Talking Drums
- Cajóns
- Campanacci Congas LP.
- Jam-blocks
- Tamburelli
- Chimes
- Claves
- Cabasas
- Caxixis
- Shekeres
- Pandeiros
- Surdos
- Bodhráns
- Triangoli
- Udu Drums
- Accessori vari per percussioni